# Олена Новікова
Олена Володимирівна Новікова — шосейна велогонщиця та велосипедистка у гонках на витривалість, з України.

## Життєпис
Народилася 14 січня 1984 року у м. Санкт-Петербург. Новікова виграла 15 гірських та дорожніх гонок на 24 години в категорії соло. Двічі вигравала у двадцятичотирьохгодинних дорожніх гонках у Ле-Ман, у Франції. Тричі перемагала у найважчій соло МТБ-гонці на 24 години «Фінале Лігуре». У 2015 році отримала титул Європейської Чемпіонки у одиночних МТБ-гонках на 24 години. У 2016 році фінішувала у другій найважчій трасі для МТБ у світі — Айронбайк. У жовтні 2015 року Олена Новікова побила рекорд перевалу Гавіа, піднявшись вгору і спустившись вниз 9 разів протягом 19 годин. Нині проживає в Італії.
17 вересня 2017 року Новікова встановила 11 світових рекордів під час успішної спроби подолати попередній 24-годинний рекорд. Всі ці рекорди відносяться до таких категорій: Критий трек — Соло — Стандартні — Жінки віком 18-49 років.
Рекорди:
- 6 годин = 222,024 км (137,959 милі)
- 12 годин = 421,347 км (261,812 милі)
- 24 години = 781,638 км (485,687 милі)

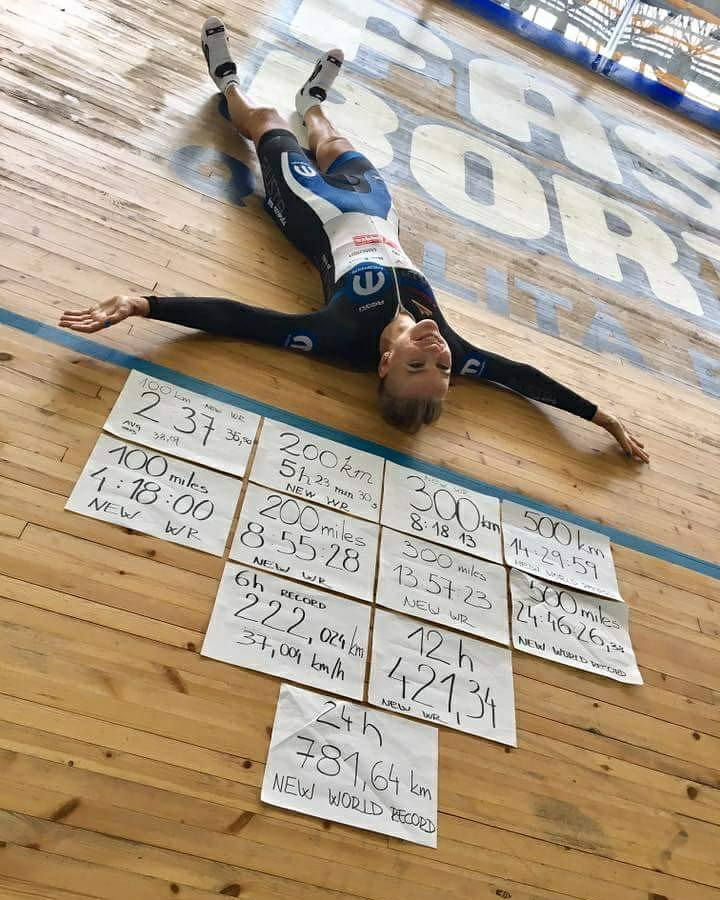
Одинадцять нових світових рекордів Олени Новікової

- 100 км = 2 год 37 хв 35 с
- 200 км = 5 год 23 хв 30 с
- 300 км = 8 год 18 хв 13 с
- 500 км = 14 год 29 хв 59 с
- 100 миль = 4 год 18 хв 00с
- 200 миль = 8 год 55 хв 13 с
- 300 миль = 13 год 57 хв 23 с
- 500 миль = 24 год 46 хв 26 с